# Lesser Ury
Leo Lesser Ury (Birnbaum [actual Międzychód], 7 de noviembre de 1861-Berlín, 18 de octubre de 1931) fue un pintor alemán de origen judío. 

## Biografía
Nació en Birnbaum (Prusia), hijo de un panadero cuya muerte en 1872 fue seguida por el traslado de la familia a Berlín. En 1878 dejó la escuela para convertirse en aprendiz de comerciante y al año siguiente fue a Düsseldorf para estudiar pintura en la Kunstakademie. Pasó un tiempo en Bruselas, París, Stuttgart y otros lugares, antes de regresar a Berlín en 1887.
Su primera exposición fue en 1889 y se encontró con una recepción hostil, a pesar de que fue defendido por Adolph von Menzel, cuya influencia indujo a la Academia a otorgar un premio a Ury. En 1893 se unió a la Secesión de Múnich, una de las varias Secesiones formadas por artistas progresistas en Alemania y Austria en los últimos años del siglo XIX. En 1901 regresó a Berlín, donde expuso con la Secesión de Berlín, primero en 1915 y notablemente en 1922, cuando tuvo una gran exposición. En este momento, la reputación crítica de Ury había crecido y sus pinturas y pasteles estaban en demanda. Sus temas eran paisajes naturales, paisajes urbanos y escenas interiores, tratados de una manera impresionista que abarca desde los tonos tenues de las figuras en un interior oscurecido a los efectos de las luces de las calles en la noche a la luz deslumbrante del follaje contra el cielo de verano.
Ury es especialmente conocido por sus pinturas de escenas nocturnas de café y calles lluviosas. Desarrolló el hábito de repetir estas composiciones con el fin de venderlas conservando los originales, y estas copias inferiores y de fabricación rápida han dañado su reputación.
Siempre introvertido y desconfiado de las personas, Ury se volvió cada vez más solitario en sus últimos años. Murió en Berlín y está enterrado en el cementerio judío de Berlín-Weissensee.

## Galería

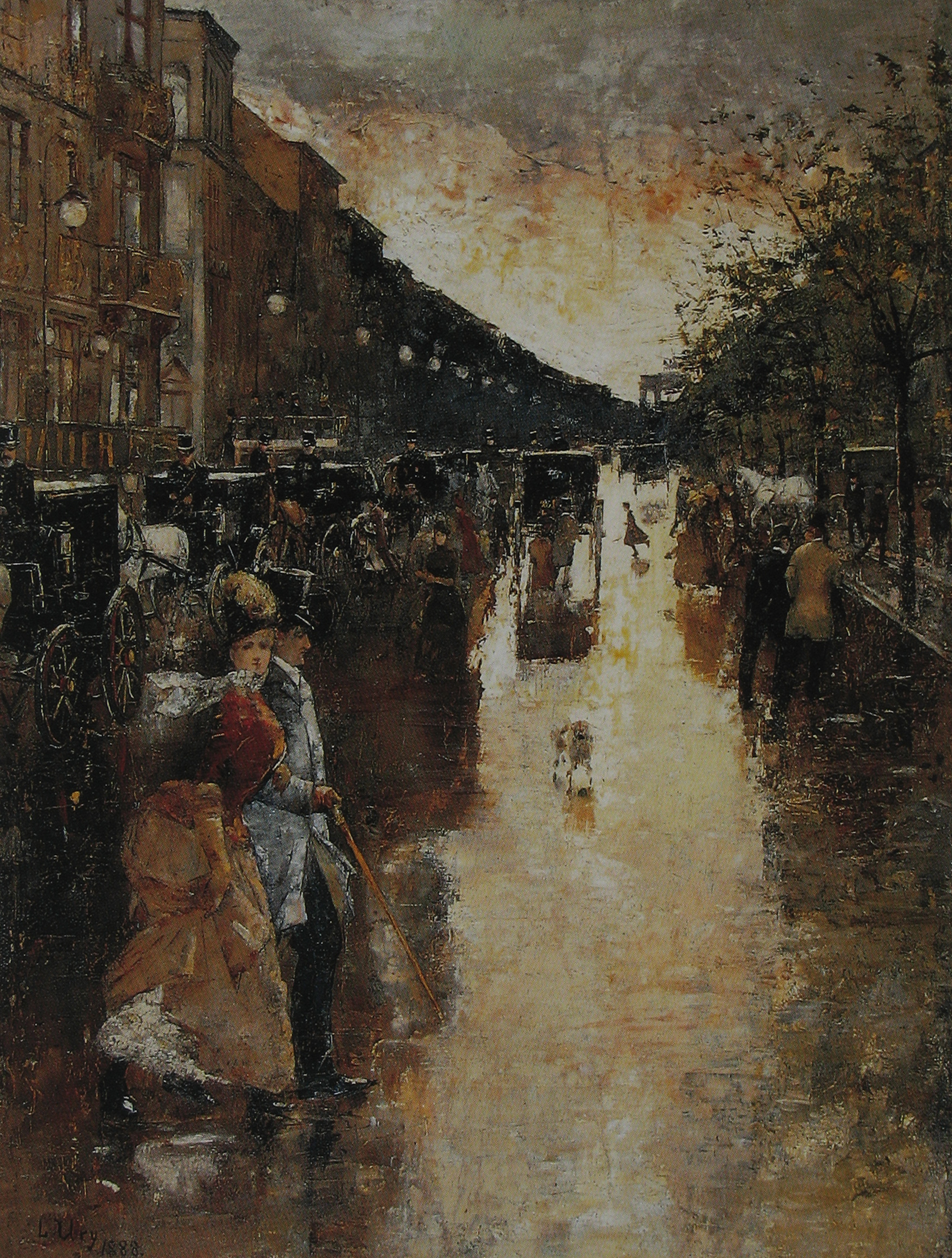
Unter den Linden nach dem Regen, 1888
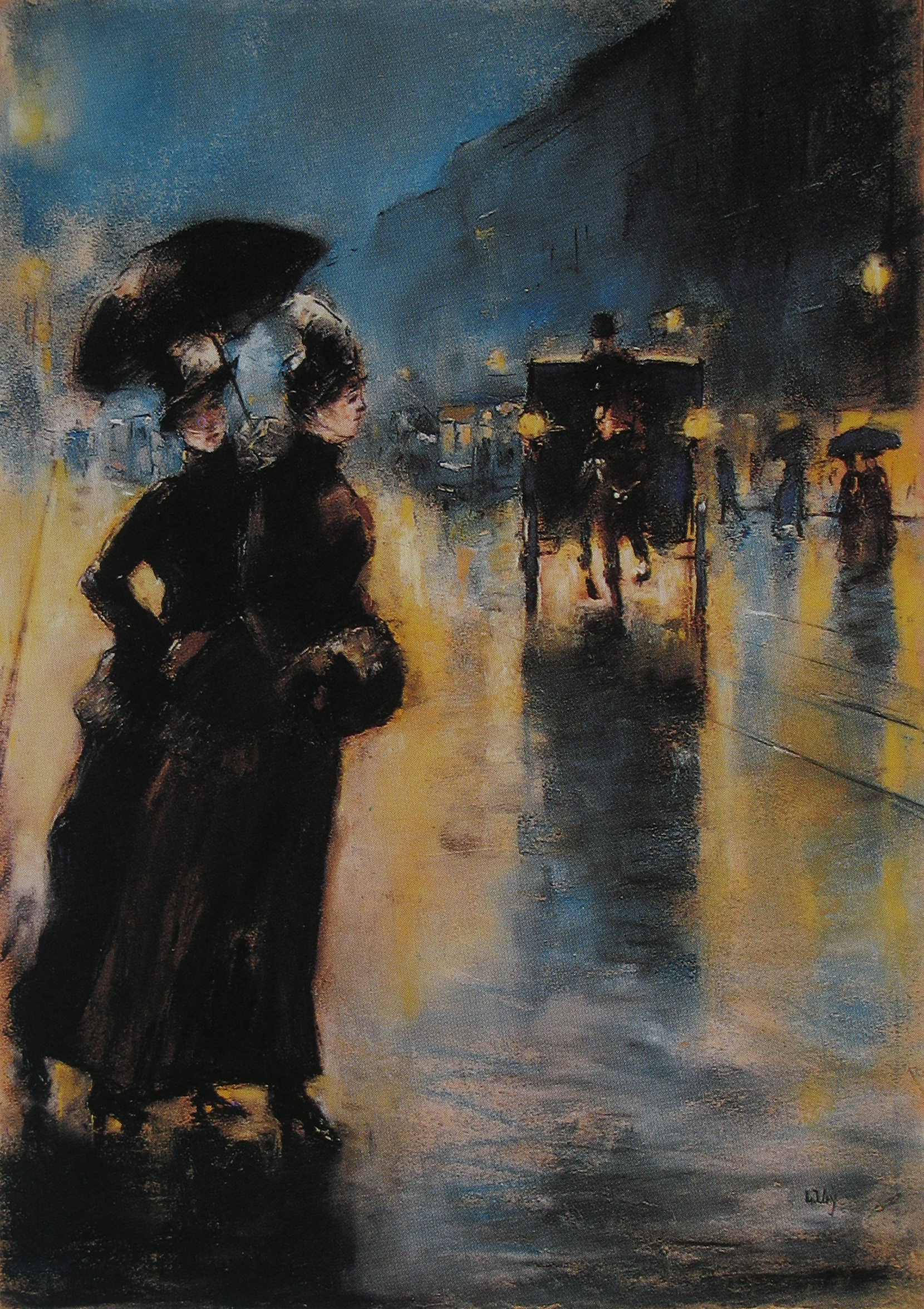
Nachtbeleuchtung in Berlin, 1889
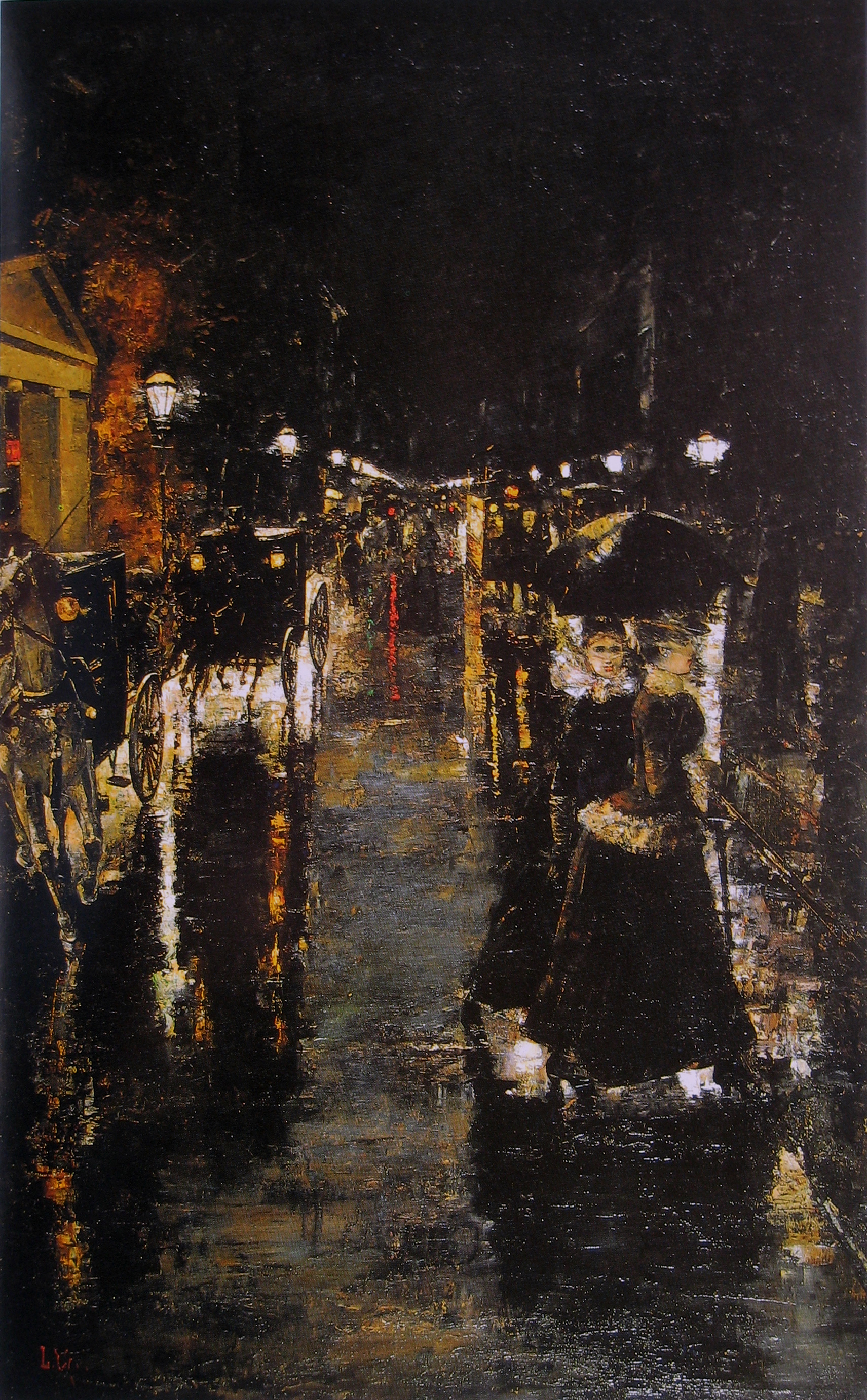
Leipziger Straße, 1889
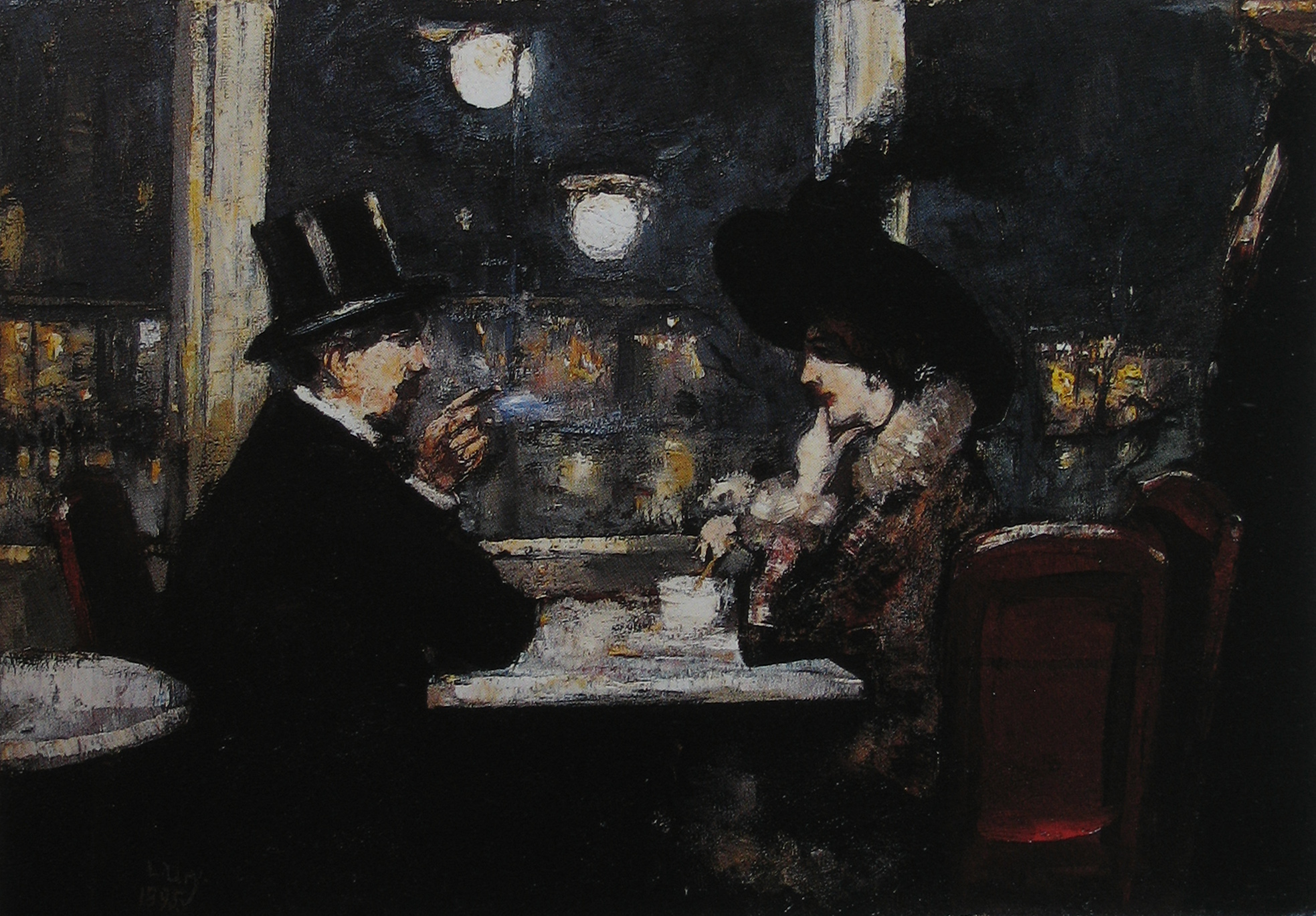
Im Café Bauer, 1895
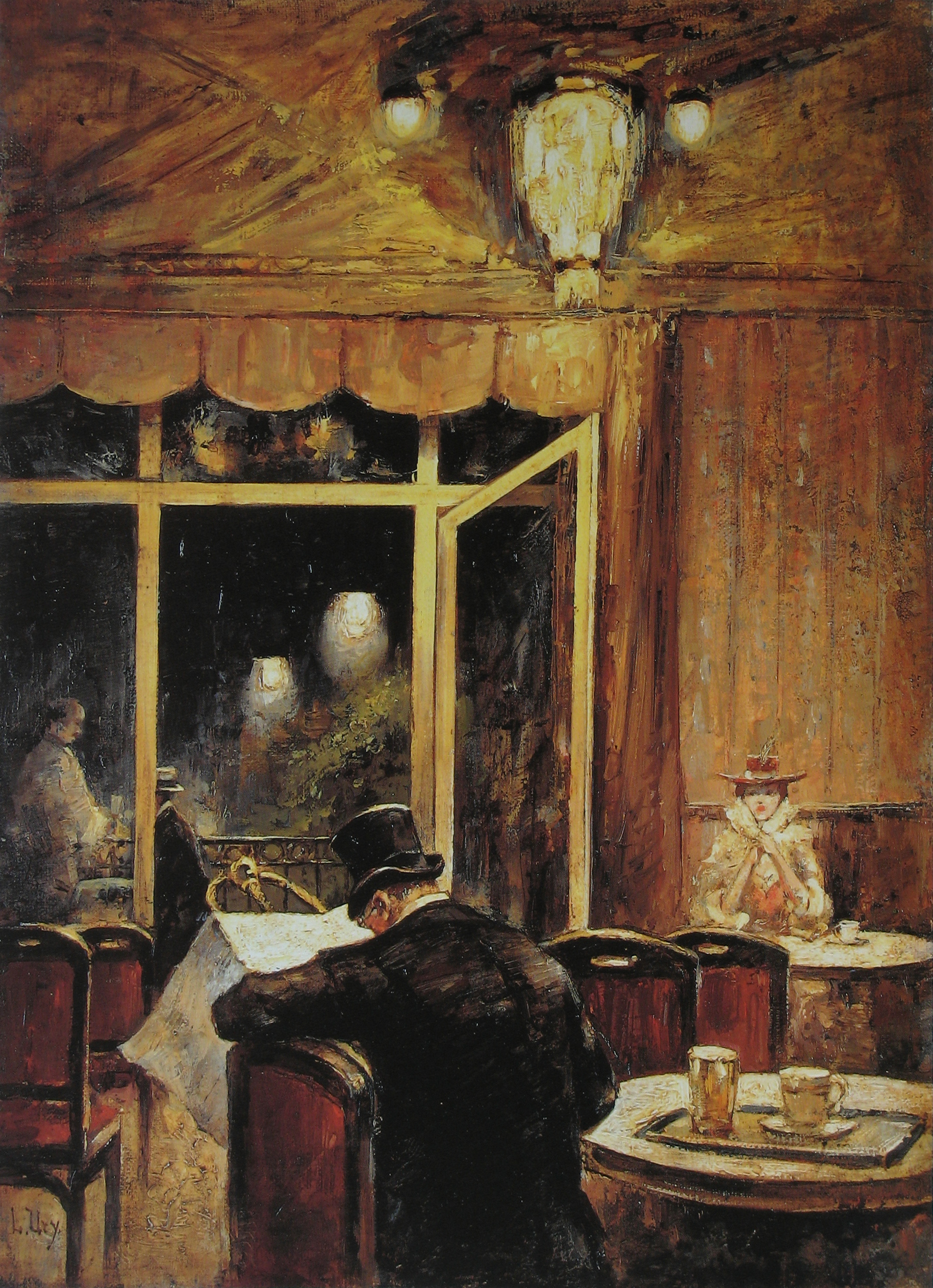
Abend im Café Bauer, 1898
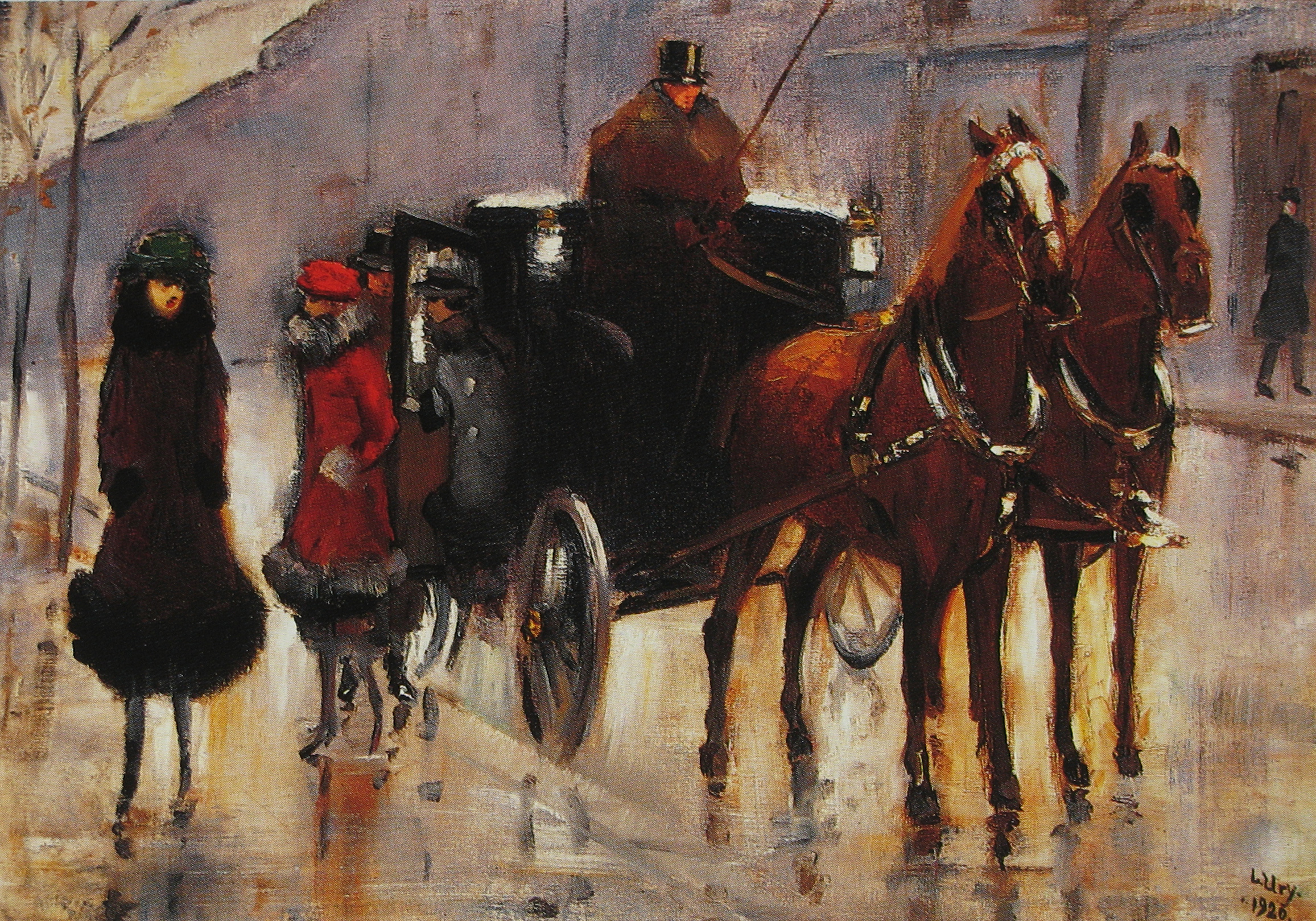
Damen, einer Droschke entsteigend, 1920
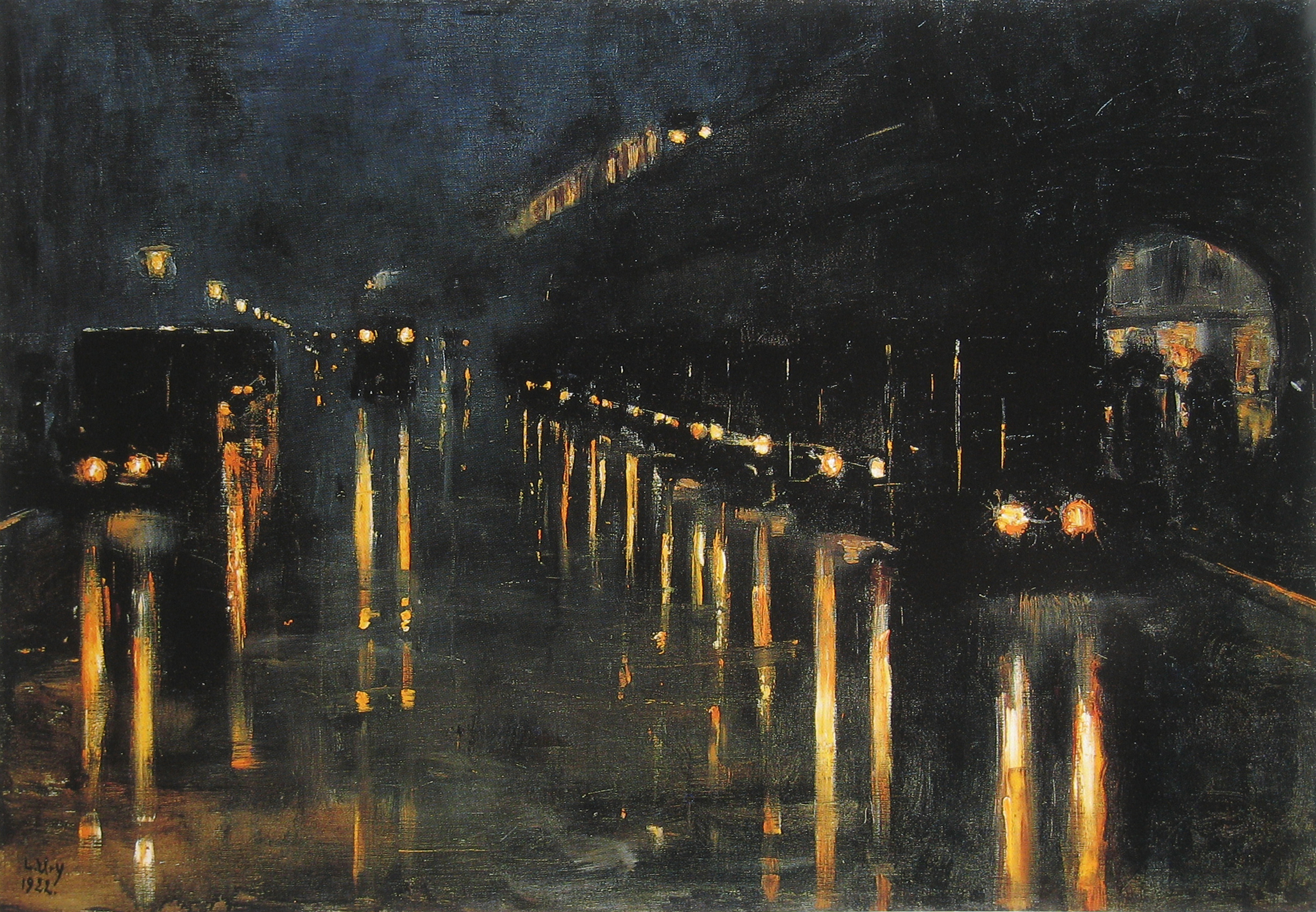
Hochbahnhof Bülowstraße, 1922
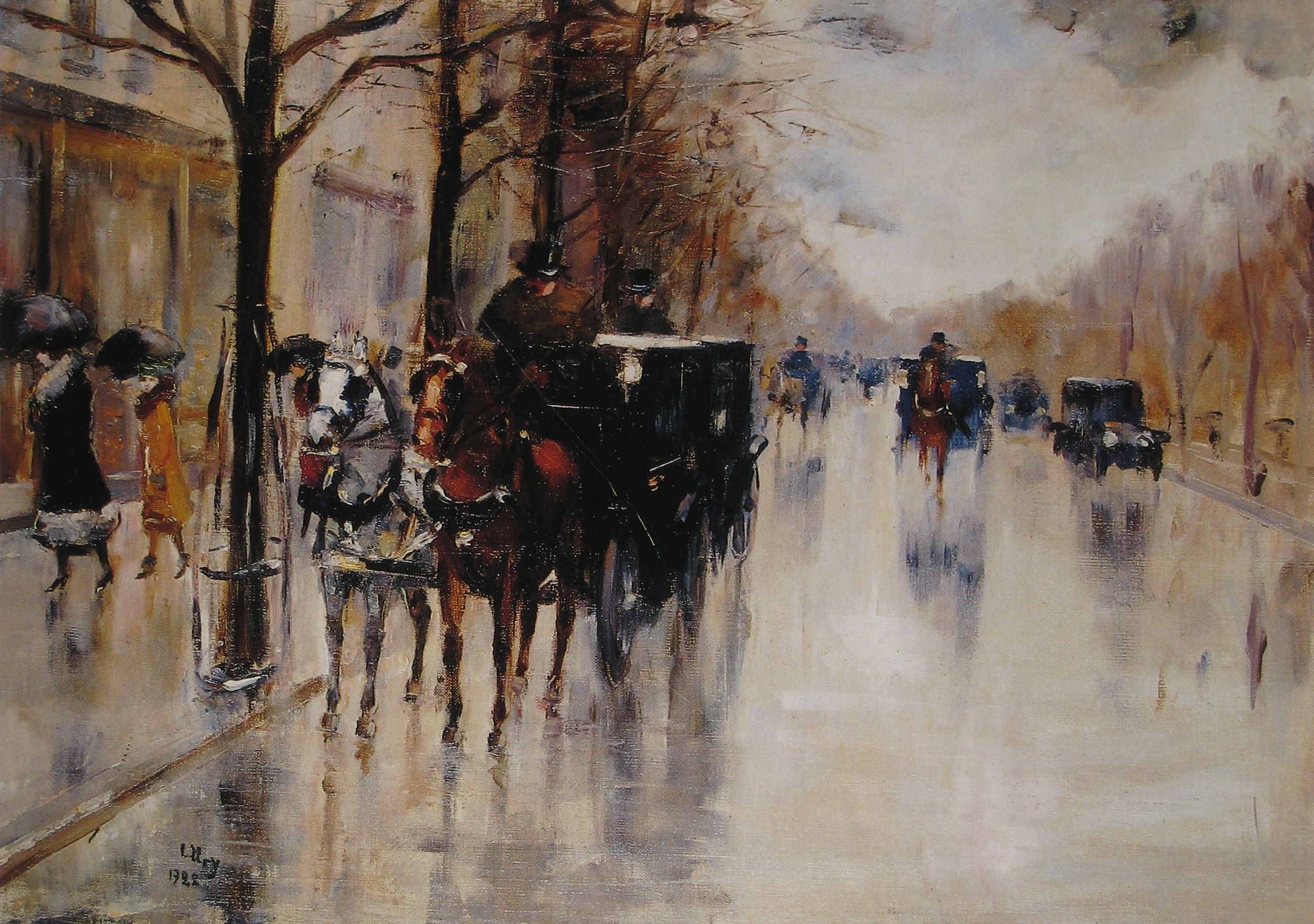
Unter den Linden, 1922
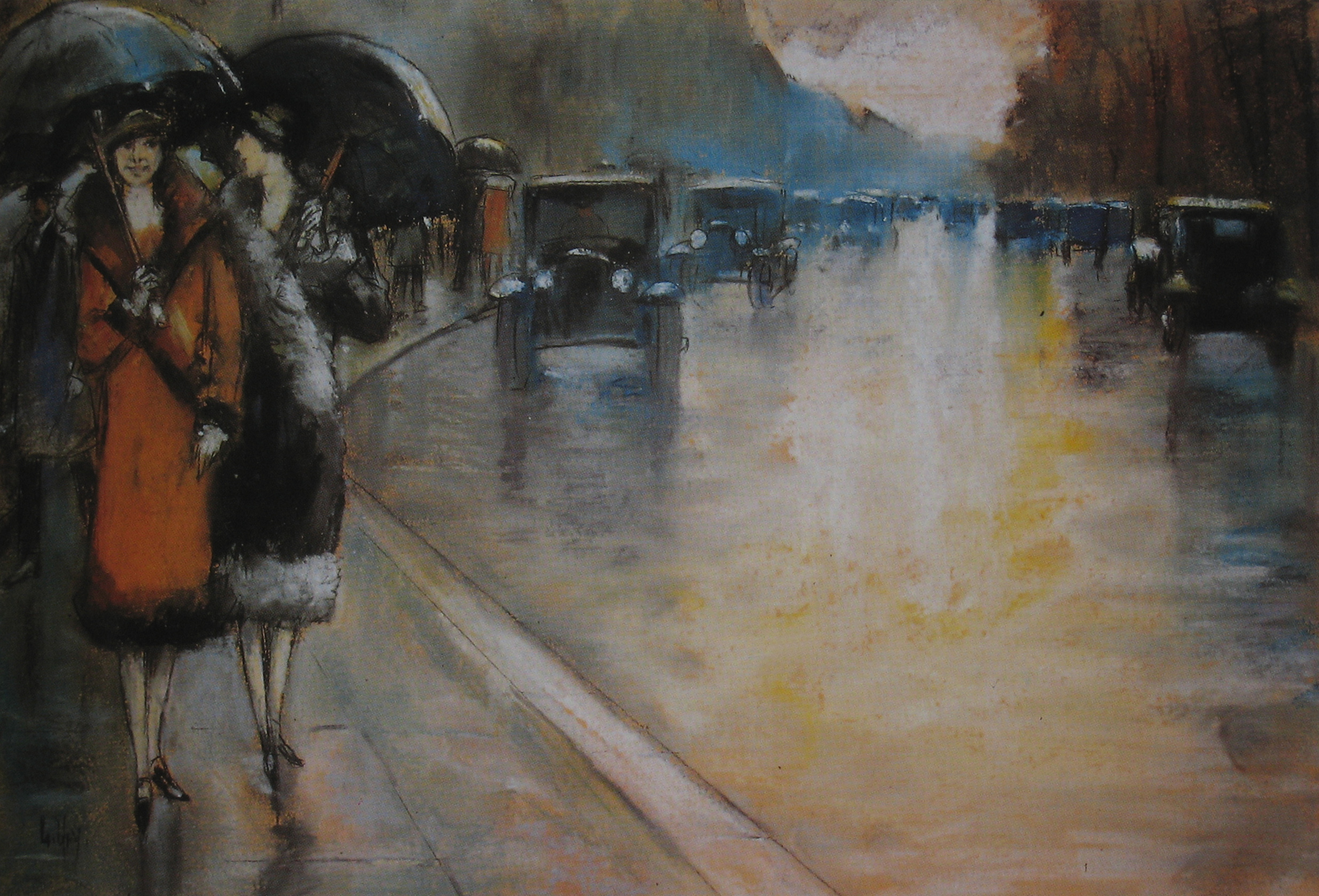
Berliner Straße im Regen, 1925
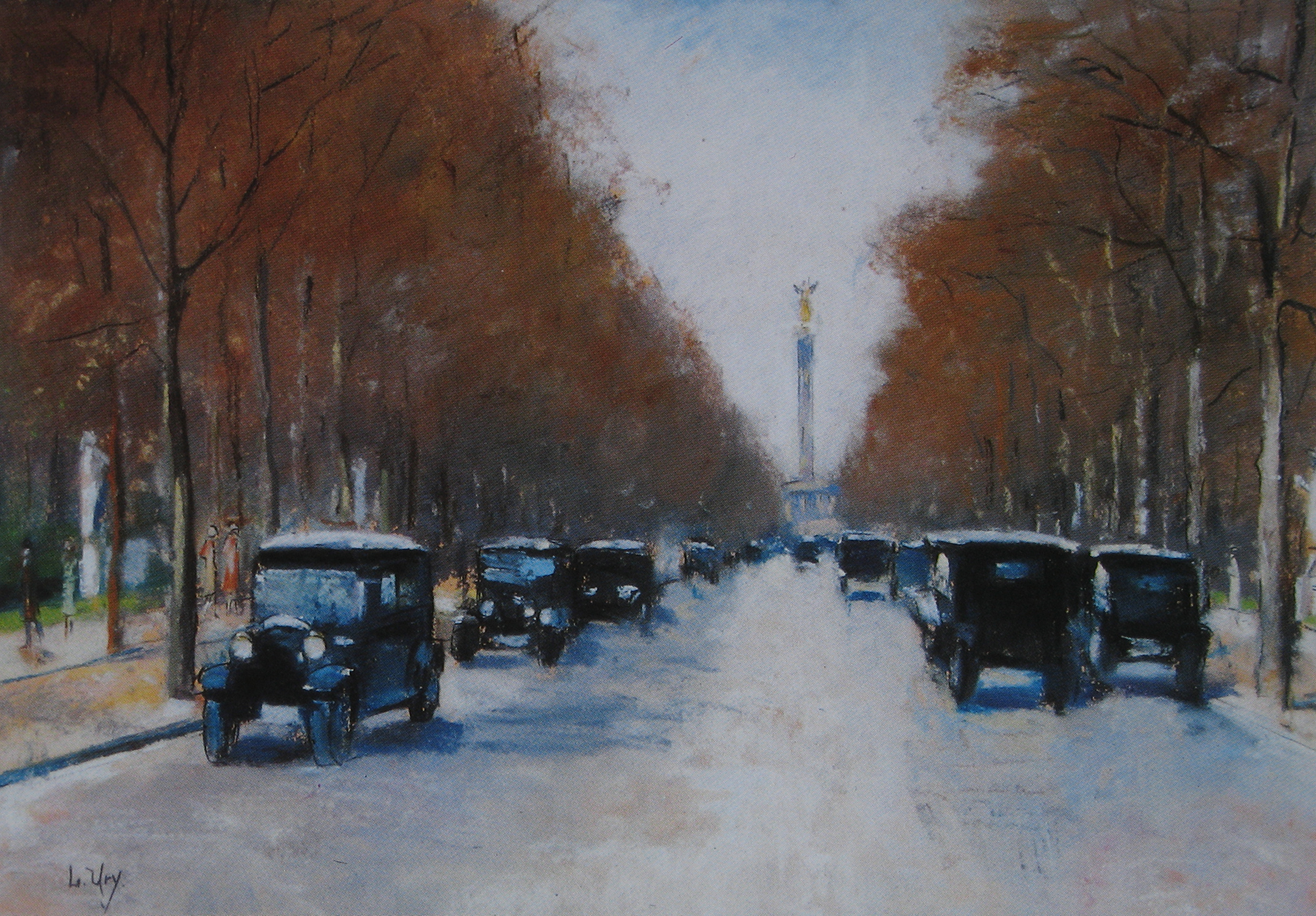
Tiergartenallee mit Siegessäule, 1925